# Рут (Нью-Йорк)
Рут (англ. Root) — місто (англ. town) в США, в окрузі Монтгомері штату Нью-Йорк. Населення — 2013 особи (2020).

## Демографія
Згідно з переписом 2010 року, у місті мешкало 1715 осіб у 678 домогосподарствах у складі 472 родин. Було 786 помешкань
Расовий склад населення:
| - 97,4 % — білих - 0,5 % — чорних або афроамериканців - 0,4 % — азіатів - 0,2 % — корінних американців |

До двох чи більше рас належало 1,0 %. Частка іспаномовних становила 2,3 % від усіх жителів.
За віковим діапазоном населення розподілялося таким чином: 22,7 % — особи молодші 18 років, 63,0 % — особи у віці 18—64 років, 14,3 % — особи у віці 65 років та старші. Медіана віку мешканця становила 44,5 року. На 100 осіб жіночої статі у місті припадало 100,4 чоловіків;  на 100 жінок у віці від 18 років та старших — 103,7 чоловіків також старших 18 років.
Середній дохід на одне домашнє господарство  становив 59 018 доларів США (медіана — 42 300), а середній дохід на одну сім'ю — 65 144 долари (медіана — 53 269). Медіана доходів становила 45 200 доларів для чоловіків та 32 750 доларів для жінок. За межею бідності перебувало 18,3 % осіб, у тому числі 35,3 % дітей у віці до 18 років та 5,4 % осіб у віці 65 років та старших.
Цивільне працевлаштоване населення становило 814 осіб. Основні галузі зайнятості: освіта, охорона здоров'я та соціальна допомога — 27,6 %, будівництво — 13,4 %, роздрібна торгівля — 11,4 %, транспорт — 9,7 %.